# Diskografie Iron Maiden
Diskografie britské heavymetalové kapely Iron Maiden se skládá z 17 studiových alb, 8 živých alb, 9 kompilací, 40 singlů a 16 videoalb.

## Alba

### Studiová alba
| Rok                                                                                | Detaily alba | Vrchol v žebříčku | Vrchol v žebříčku | Vrchol v žebříčku | Vrchol v žebříčku | Vrchol v žebříčku | Vrchol v žebříčku | Vrchol v žebříčku | Vrchol v žebříčku | Vrchol v žebříčku | Vrchol v žebříčku | Certifikace (Prahy prodeje)                                                                                         |
| Rok                                                                                | Detaily alba | UK                | AUT               | CAN               | FIN               | GER               | JPN               | NOR               | SWE               | SWI               | US                | Certifikace (Prahy prodeje)                                                                                         |
| ---------------------------------------------------------------------------------- | --- | ----------------- | ----------------- | ----------------- | ----------------- | ----------------- | ----------------- | ----------------- | ----------------- | ----------------- | ----------------- | --- |
| 1980                                                                               | Iron Maiden - Vydáno: 14. dubna 1980 - Label: EMI (7-52018-2-6) - Formát: CD, kazeta, LP, 8T                    | 4                 | —                 | —                 | —                 | —                 | —                 | —                 | 27                | —                 | —                 | - UK: Platinum - CAN: Platinum - GER: Gold                                                                          |
| 1981                                                                               | Killers - Vydáno: 2. února 1981 - Label: EMI (7-52019-2-5) - Formát: CD, kazeta, LP, 8T                         | 12                | 20                | —                 | 18                | 10                | —                 | 19                | 11                | —                 | 78                | - UK: Gold - US: Gold - CAN: Platinum - GER: Gold - SWE: Gold - FRA: Gold                                           |
| 1982                                                                               | The Number of the Beast - Vydáno: 29. března 1982 - Label: EMI (7-24387-0-4) - Formát: CD, kazeta], LP, 8T      | 1                 | 3                 | 11                | 15                | 11                | —                 | 13                | 7                 | —                 | 33                | - UK: Platinum - US: Platinum - CAN: 3× Platinum - GER: Gold - SWI: Gold - FRA: Gold - AUT: Gold - NDL: Gold        |
| 1983                                                                               | Piece of Mind - Vydáno: 16. května 1983 - Label: EMI (7-46363-2-2) - Formát: CD, kazeta, LP                     | 3                 | 10                | 10                | 2                 | 8                 | —                 | 9                 | 6                 | —                 | 14                | - UK: Platinum - US: Platinum - CAN: 2× Platinum - GER: Gold - FIN: Gold                                            |
| 1984                                                                               | Powerslave - Vydáno: 3. září 1984 - Label: EMI (7-46045-2-9) - Formát: CD, kazeta, LP                           | 2                 | 15                | 21                | 4                 | 9                 | —                 | 4                 | 5                 | 10                | 21                | - UK: Gold - US: Platinum - CAN: 2× Platinum - GER: Gold                                                            |
| 1986                                                                               | Somewhere in Time - Vydáno: 29. září 1986 - Label: EMI (7-46341-2-0) - Formát: CD, kazeta, LP                   | 3                 | 10                | 15                | 2                 | 8                 | —                 | 8                 | 6                 | 22                | 23                | - UK: Gold - US: Platinum - CAN: 2× Platinum - GER: Gold - BRA: Gold                                                |
| 1988                                                                               | Seventh Son of a Seventh Son - Vydáno: 11. dubna 1988 - Label: EMI (7-90258-2-4) - Formát: CD, kazeta, LP       | 1                 | 6                 | 11                | 1                 | 4                 | 39                | 3                 | 3                 | 2                 | 12                | - UK: Gold - US: Gold - CAN: Platinum - GER: Gold - SWI: Gold                                                       |
| 1990                                                                               | No Prayer for the Dying - Vydáno: 1. října 1990 - Label: EMI (7-95142-2-9) - Formát: CD, kazeta, LP             | 2                 | 19                | 27                | 3                 | 7                 | 16                | 4                 | 6                 | 11                | 17                | - UK: Gold - US: Gold - CAN: Platinum                                                                               |
| 1992                                                                               | Fear of the Dark - Vydáno: 11. května 1992 - Label: EMI (7-99161-2-2) - Formát: CD, CS, LP                      | 1                 | 8                 | 12                | 4                 | 5                 | 11                | 6                 | 8                 | 5                 | 12                | - UK: Gold - CAN: Gold - FRA: Gold                                                                                  |
| 1995                                                                               | The X Factor - Vydáno: 2. října 1995 - Label: EMI (7-24383-2-4) - Formát: CD, kazeta, LP                        | 8                 | 19                | —                 | 2                 | 16                | 17                | 25                | 4                 | 27                | 147               | — |
| 1998                                                                               | Virtual XI - Vydáno: 23. března 1998 - Label: EMI (7-24349-2-9) - Formát: CD, kazeta, LP                        | 16                | 24                | 60                | 6                 | 16                | 19                | 28                | 16                | 39                | 124               | — |
| 2000                                                                               | Brave New World - Vydáno: 29. května 2000 - Label: EMI (7-24352-2-0) - Formát: CD, kazeta, LP                   | 7                 | 10                | 23                | 2                 | 3                 | 13                | 4                 | 1                 | 9                 | 39                | - UK: Gold - BRA: Gold - CAN: Gold - SWE: Gold - GER: Gold - POL: Gold - FIN: Gold - GRE: Gold                      |
| 2003                                                                               | Dance of Death - Vydáno: 8. září 2003 - Label: EMI (7-24359-2–0) - Formát: CD, kazeta, LP                       | 2                 | 3                 | 5                 | 1                 | 2                 | 11                | 3                 | 1                 | 2                 | 18                | - UK: Gold - BRA: Gold - GER: Gold - SWE: Gold - ARG: Gold - FIN: Gold - GRE: Gold                                  |
| 2006                                                                               | A Matter of Life and Death - Vydáno: 28. srpna 2006 - Label: EMI (3-72331-2-2) - Formát: CD, kazeta, LP         | 4                 | 4                 | 2                 | 1                 | 1                 | 11                | 2                 | 1                 | 2                 | 9                 | - UK: Gold - BRA: Gold - CAN: Gold - SWE: Gold - GER: Gold - FIN: Platinum - SWI: Gold - GRE: Gold                  |
| 2010                                                                               | The Final Frontier - Vydáno: 16. srpna 2010 - Label: EMI (50999-6477712-2) - Formát: CD, LP, Digital Download   | 1                 | 1                 | 1                 | 1                 | 1                 | 5                 | 1                 | 1                 | 1                 | 4                 | - SWE: Gold - NOR: Gold - POL: Gold - SWI: Gold - FIN: Platinum - RUS: Gold - ITA: Gold - GER: Gold - BRA: Platinum |
| 2015                                                                               | The Book of Souls - Vydáno: 4. září 2015 - Label: Parlophone (0825646089246) - Formát: CD, LP, Digital Download | 1                 | 1                 | 2                 | 1                 | 1                 | 6                 | 1                 | 1                 | 1                 | 4                 | - UK: Silver |
| 2021                                                                               | Senjutsu - Vydáno: 3. září 2021 - Label: Parlophone - Formát: CD, LP, Digital Download                          | 2                 | 1                 | 5                 | 1                 | 1                 | 2                 | 5                 | 1                 | 1                 | 3                 | |
| "—" označuje vydání, která nebyla dána do žebříčku nebo nebyla v dané zemi vydána. | |                   |                   |                   |                   |                   |                   |                   |                   |                   |                   | |

### Koncertní alba
| Rok                                                                           | Detaily alba                                                                                           | Vrchol v žebříčku | Vrchol v žebříčku | Vrchol v žebříčku | Vrchol v žebříčku | Vrchol v žebříčku | Vrchol v žebříčku | Vrchol v žebříčku | Vrchol v žebříčku | Vrchol v žebříčku | Vrchol v žebříčku | Certifikace                                                          |
| Rok                                                                           | Detaily alba                                                                                           | UK                | AUT               | FIN               | GER               | JPN               | NLD               | NOR               | SWE               | SWI               | US                | Certifikace                                                          |
| ----------------------------------------------------------------------------- | --- | ----------------- | ----------------- | ----------------- | ----------------- | ----------------- | ----------------- | ----------------- | ----------------- | ----------------- | ----------------- | -------------------------------------------------------------------- |
| 1985                                                                          | Live After Death - Vydáno: 14. října 1985 - Label: EMI (162-2404261) - Formát: CD, kazeta, LP          | 2                 | —                 | 8                 | 10                | —                 | —                 | 13                | 8                 | 26                | 22                | - UK: Gold - US: Platinum - CAN: 2× Platinum - SWE: Gold - AUT: Gold |
| 1993                                                                          | A Real Live One - Vydáno: 22. března 1993 - Label: EMI (0777–7–81456–2–2) - Formát: CD, kazeta, LP     | 3                 | 11                | 6                 | 25                | 29                | 45                | —                 | 30                | 25                | 106               | - FRA: Gold                                                          |
| 1993                                                                          | A Real Dead One - Vydáno: 18. října 1993 - Label: EMI (0777–7–89248–2–1) - Formát: CD, kazeta, LP      | 12                | —                 | 12                | 50                | 16                | 97                | —                 | 14                | 37                | 140               |                                                                      |
| 1993                                                                          | Live at Donington - Vydáno: 8. listopadu 1993 - Label: EMI (7243–8–27511–2–0) - Formát: CD, kazeta, LP | 23                | —                 | —                 | —                 | 39                | —                 | —                 | —                 | —                 | —                 |                                                                      |
| 2002                                                                          | Rock in Rio - Vydáno: 25. března 2002 - Label: EMI (7243–5–38643–0–9) - Formát: CD, kazeta, LP         | 15                | 17                | 8                 | 13                | 43                | 43                | 14                | 14                | 17                | 186               | - BRA: Gold - SWE: Gold                                              |
| 2002                                                                          | BBC Archives - Vydáno: 4. listopadu 2002 - Label: EMI (7243-5-41277-2-4) - Formát: CD                  | —                 | —                 | —                 | —                 | —                 | —                 | —                 | —                 | —                 | —                 |                                                                      |
| 2002                                                                          | Beast Over Hammersmith - Vydáno: 4. listopadu 2002 - Label: EMI (7243-5-41277-2-4) - Formát: CD        | —                 | —                 | —                 | —                 | —                 | —                 | —                 | —                 | —                 | —                 |                                                                      |
| 2005                                                                          | Death on the Road - Vydáno: 30. srpna 2005 - Label: EMI (0946–3–36574–2–7) - Formát: CD, LP            | 22                | 23                | 5                 | 17                | 106               | 39                | 12                | 7                 | 17                | —                 | - UK: Silver                                                         |
| 2009                                                                          | Flight 666 - Vydáno: 25. května 2009 - Label: EMI (50999-6977572-7) - Formát: CD, LP                   | 15                | 36                | 14                | 6                 | —                 | 50                | 22                | 25                | 24                | 34                |                                                                      |
| "—" denotes releases that did not chart or were not released in that country. | |                   |                   |                   |                   |                   |                   |                   |                   |                   |                   |                                                                      |

### Kompilační alba
| Rok                                                                           | Detaily alba | Vrchol v žebříčku | Vrchol v žebříčku | Vrchol v žebříčku | Vrchol v žebříčku | Vrchol v žebříčku | Vrchol v žebříčku | Vrchol v žebříčku | Vrchol v žebříčku | Vrchol v žebříčku | Vrchol v žebříčku | Certifikace                                                        |
| Rok                                                                           | Detaily alba | UK                | AUT               | BEL               | FIN               | GER               | JPN               | NLD               | NZ                | SWE               | US                | Certifikace                                                        |
| ----------------------------------------------------------------------------- | --- | ----------------- | ----------------- | ----------------- | ----------------- | ----------------- | ----------------- | ----------------- | ----------------- | ----------------- | ----------------- | ------------------------------------------------------------------ |
| 1996                                                                          | Best of the Beast - Vydáno: 24. září 1996 - Label: EMI (7243–8–53192–2–8) - Formát: CD, CS, LP                       | 16                | 41                | 28                | 8                 | 42                | 26                | 25                | 37                | 11                | —                 | - UK: Gold - BRA: Gold - SWE: Platinum - ARG: Platinum - FIN: Gold |
| 1999                                                                          | Ed Hunter - Vydáno: 25. května 1999 - Label: Sanctuary (63726) - Formát: CD                                          | —                 | —                 | —                 | 27                | 94                | —                 | 69                | —                 | 43                | —                 |                                                                    |
| 2002                                                                          | Edward the Great - Vydáno: 5. listopadu 2002 - Label: EMI (7243–5–43103–2–4) - Formát: CD, kazeta                    | 57                | —                 | 46                | 34                | —                 | 242               | —                 | —                 | 16                | —                 | - UK: Gold - CAN: Gold - SWE: Gold - FIN: Gold                     |
| 2005                                                                          | The Essential Iron Maiden - Vydáno: 5. července 2005 - Label: Sanctuary (92832) - Formát: CD                         | —                 | —                 | —                 | —                 | —                 | —                 | —                 | —                 | —                 | —                 |                                                                    |
| 2008                                                                          | Somewhere Back in Time The Best of: 1980–1989 - Vydáno: 12. května 2008 - Label: EMI (214–7072) - Formát: CD, LP     | 14                | 26                | 19                | 3                 | 84                | 39                | 74                | 24                | 2                 | 58                | - FIN: Gold - SWE: Gold                                            |
| 2011                                                                          | From Fear to Eternity The Best of 1990–2010 - Vydáno: 6. června 2011 - Label: EMI - Formát: CD, LP, Digital Download | 19                | 22                | 26                | 11                | 19                | —                 | 45                | 16                | 6                 | 86                |                                                                    |
| "—" denotes releases that did not chart or were not released in that country. | |                   |                   |                   |                   |                   |                   |                   |                   |                   |                   |                                                                    |

### Video alba
| Rok                                                                           | Detaily alba                                                                                           | Vrchol v žebříčku | Vrchol v žebříčku | Vrchol v žebříčku | Vrchol v žebříčku | Vrchol v žebříčku | Vrchol v žebříčku | Vrchol v žebříčku | Vrchol v žebříčku | Vrchol v žebříčku | Vrchol v žebříčku | Certifikace |
| Rok                                                                           | Detaily alba                                                                                           | UK                | AUS               | FIN               | GER               | NLD               | NOR               | POR               | ESP               | SWI               | US                | Certifikace |
| ----------------------------------------------------------------------------- | --- | ----------------- | ----------------- | ----------------- | ----------------- | ----------------- | ----------------- | ----------------- | ----------------- | ----------------- | ----------------- | --- |
| 1981                                                                          | Live at the Rainbow - Vydáno: květen 1981 - Label: PMI (99–0018–2) - Formát: VHS                       | —                 | —                 | —                 | —                 | —                 | —                 | —                 | —                 | —                 | —                 | |
| 1983                                                                          | Video Pieces - Vydáno: 23. července 1983 - Label: PMI (99–0002–2) - Formát: LD, VHS                    | —                 | —                 | —                 | —                 | —                 | —                 | —                 | —                 | —                 | —                 | |
| 1984                                                                          | Behind the Iron Curtain - Vydáno: 23. října 1984 - Label: PMI (99–0039–2) - Formát: VHS                | —                 | —                 | —                 | —                 | —                 | —                 | —                 | —                 | —                 | 16                | - US: Gold |
| 1985                                                                          | Live After Death - Vydáno: 15. října 1985 - Label: PMI (99–1094–2) - Formát: VHS                       | 1                 | 1                 | —                 | —                 | —                 | 2                 | 2                 | —                 | —                 | 2 <               | - CAN: 2× Platinum - US: Platinum |
| 1987                                                                          | 12 Wasted Years - Vydáno: říjen 1987 - Label: PMI (99–1152–2) - Formát: VHS                            | —                 | —                 | —                 | —                 | —                 | —                 | —                 | —                 | —                 | 10                | - US: Gold |
| 1989                                                                          | Maiden England - Vydáno: 8. listopadu 1989 - Label: PMI (99–1195–3) - Formát: VHS, CD                  | —                 | —                 | —                 | —                 | —                 | —                 | —                 | —                 | —                 | 6                 | - CAN: Gold - US: Gold |
| 1990                                                                          | The First Ten Years - Vydáno: listopad 1990 - Label: PMI (99–1246–3) - Formát: VHS                     | —                 | —                 | —                 | —                 | —                 | —                 | —                 | —                 | —                 | —                 | - CAN: Gold |
| 1992                                                                          | From There to Eternity - Vydáno: říjen 1992 - Label: SMV (19–49132) - Formát: VHS                      | —                 | —                 | —                 | —                 | —                 | —                 | —                 | —                 | —                 | 7                 | |
| 1993                                                                          | Donington Live 1992 - Vydáno: 10. listopadu 1993 - Label: PMI (49–1156–3) - Formát: VHS                | —                 | —                 | —                 | —                 | —                 | —                 | —                 | —                 | —                 | —                 | - ARG: Platinum |
| 1994                                                                          | Raising Hell - Vydáno: květen 1994 - Label: PMI (49–1264–3) - Formát: VHS                              | —                 | —                 | —                 | —                 | —                 | —                 | —                 | —                 | —                 | 15                | |
| 2001                                                                          | The Number of the Beast - Vydáno: 4. prosince 2001 - Label: Eagle Vision (229) - Formát: DVD, VHS, UMD | —                 | —                 | —                 | —                 | —                 | 9                 | —                 | —                 | —                 | —                 | - AUS: Gold |
| 2002                                                                          | Rock in Rio - Vydáno: 16. července 2002 - Label: Sanctuary (5001) - Formát: DVD, VHS, UMD              | 1                 | 3                 | 3                 | 2                 | —                 | 2                 | —                 | —                 | —                 | 2                 | - AUS: Gold - CAN: 2× Platinum - GER: Gold - US: Platinum - ARG: Platinum - POL: Gold                                                    |
| 2003                                                                          | Visions of the Beast - Vydáno: 2. června 2003 - Label: EMI (490–4039) - Formát: DVD                    | —                 | 9                 | 1                 | 41                | —                 | 1                 | —                 | —                 | —                 | 5                 | - UK: Platinum - AUS: Platinum - CAN: 3× Platinum - GER: Gold - US: 2× Platinum - FIN: Platinum - FRA: Gold - ESP: Platinum> - SWE: Gold |
| 2004                                                                          | The Early Days - Vydáno: 1. listopadu 2004 - Label: EMI (544–3179) - Formát: DVD                       | 3                 | 32                | 1                 | 76                | 23                | 2                 | 12                | 1                 | —                 | —                 | - UK: Gold - AUS: Gold - CAN: Platinum - US: Platinum - ARG: Platinum - FIN: Platinum - FRA: Platinum                                    |
| 2006                                                                          | Death on the Road - Vydáno: 6. února 2006 - Label: EMI (351–4709) - Formát: DVD                        | 1                 | 3                 | 1                 | —                 | —                 | 1                 | —                 | 62                | 78                | 14                | - AUS: Gold - FIN: Gold - FRA: Gold |
| 2008                                                                          | Live After Death - Released: 4. února 2008 - Label: EMI (379–5229) - Format: DVD                       | 1                 | 1                 | 1                 | 1                 | —                 | 2                 | 2                 | 1                 | 1                 | 2                 | - UK: Gold - AUS: Gold - GER: Gold - US: Platinum - FIN: Gold - ARG: Platinum - ESP: Gold                                                |
| 2009                                                                          | Flight 666 - Vydáno: 25. května 2009 - Label: EMI (5-099969-814495) - Formát: Blu-ray, DVD             | 1                 | 1                 | 1                 | 1                 | 4                 | 1                 | 2                 | 2                 | 1                 | 1                 | - AUS: Platinum - US: Platinum - ARG: Platinum - GER: Platinum - FRA: Platinum - NZL: Gold - FIN: Gold - CAN: 5× Platinum                |
| "—" denotes releases that did not chart or were not released in that country. | |                   |                   |                   |                   |                   |                   |                   |                   |                   |                   | |

## Singly
| Rok                                                                           | Skladba                                   | Vrchol v žebříčku | Vrchol v žebříčku | Vrchol v žebříčku | Vrchol v žebříčku | Vrchol v žebříčku | Vrchol v žebříčku | Vrchol v žebříčku | Vrchol v žebříčku | Vrchol v žebříčku | Vrchol v žebříčku | Vrchol v žebříčku | Vrchol v žebříčku | Vrchol v žebříčku | Album                                                   |
| Rok                                                                           | Skladba                                   | UK                | CAN               | FIN               | FRA               | GER               | IRE               | ITA               | NLD               | NOR               | SWE               | SWI               | US                | US Rock           | Album                                                   |
| ----------------------------------------------------------------------------- | ----------------------------------------- | ----------------- | ----------------- | ----------------- | ----------------- | ----------------- | ----------------- | ----------------- | ----------------- | ----------------- | ----------------- | ----------------- | ----------------- | ----------------- | ------------------------------------------------------- |
| 1980                                                                          | "Running Free"                            | 34                | —                 | —                 | —                 | —                 | —                 | —                 | —                 | —                 | —                 | —                 | —                 | —                 | Iron Maiden                                             |
| 1980                                                                          | "Sanctuary"                               | 29                | —                 | —                 | —                 | —                 | —                 | —                 | —                 | —                 | —                 | —                 | —                 | 38                | Iron Maiden                                             |
| 1980                                                                          | "Women in Uniform"                        | 35                | —                 | —                 | —                 | —                 | —                 | —                 | —                 | —                 | —                 | —                 | —                 | —                 | Non–album single                                        |
| 1981                                                                          | "Twilight Zone"                           | 31                | —                 | —                 | —                 | —                 | —                 | —                 | —                 | —                 | —                 | —                 | —                 | 31                | Killers                                                 |
| 1981                                                                          | "Purgatory"                               | 52                | —                 | —                 | —                 | —                 | —                 | —                 | —                 | —                 | —                 | —                 | —                 | —                 | Killers                                                 |
| 1982                                                                          | "Run to the Hills"                        | 7                 | —                 | —                 | —                 | 55                | 16                | —                 | —                 | —                 | —                 | —                 | 100               | 12                | The Number of the Beast                                 |
| 1982                                                                          | "The Number of the Beast"                 | 18                | —                 | —                 | —                 | —                 | 19                | —                 | —                 | —                 | —                 | —                 | —                 | —                 | The Number of the Beast                                 |
| 1983                                                                          | "Flight of Icarus"                        | 11                | —                 | 19                | —                 | —                 | 14                | —                 | —                 | —                 | —                 | —                 | —                 | 8                 | Piece of Mind                                           |
| 1983                                                                          | "The Trooper"                             | 12                | 5                 | 18                | —                 | —                 | 12                | —                 | —                 | —                 | 5                 | 5                 | —                 | 18                | Piece of Mind                                           |
| 1984                                                                          | "2 Minutes to Midnight"                   | 11                | —                 | —                 | —                 | 70                | 10                | —                 | —                 | —                 | —                 | —                 | —                 | 25                | Powerslave                                              |
| 1984                                                                          | "Aces High"                               | 20                | —                 | —                 | —                 | —                 | 29                | —                 | —                 | —                 | —                 | —                 | —                 | 13                | Powerslave                                              |
| 1985                                                                          | "Running Free (Live)"                     | 19                | —                 | —                 | —                 | —                 | 12                | —                 | —                 | —                 | —                 | —                 | —                 | —                 | Live After Death                                        |
| 1985                                                                          | "Run to the Hills (Live)"                 | 26                | —                 | —                 | —                 | —                 | 18                | —                 | —                 | —                 | —                 | —                 | —                 | —                 | Live After Death                                        |
| 1986                                                                          | "Wasted Years"                            | 18                | —                 | 3                 | —                 | —                 | 11                | —                 | —                 | —                 | —                 | —                 | 35                | 1                 | Somewhere in Time                                       |
| 1986                                                                          | "Stranger in a Strange Land"              | 22                | —                 | 4                 | —                 | —                 | 18                | —                 | —                 | —                 | —                 | —                 | —                 | —                 | Somewhere in Time                                       |
| 1988                                                                          | "Can I Play with Madness"                 | 3                 | —                 | 2                 | —                 | 23                | 3                 | —                 | 14                | 4                 | 12                | 23                | —                 | 4                 | Seventh Son of a Seventh Son                            |
| 1988                                                                          | "The Evil That Men Do"                    | 5                 | —                 | 4                 | —                 | —                 | 4                 | —                 | —                 | 7                 | —                 | —                 | —                 | —                 | Seventh Son of a Seventh Son                            |
| 1988                                                                          | "The Clairvoyant"                         | 6                 | —                 | —                 | —                 | —                 | 7                 | —                 | —                 | —                 | —                 | —                 | —                 | —                 | Seventh Son of a Seventh Son                            |
| 1989                                                                          | "Infinite Dreams (Live)"                  | 6                 | —                 | —                 | —                 | —                 | 6                 | —                 | —                 | —                 | —                 | —                 | —                 | —                 | Seventh Son of a Seventh Son                            |
| 1990                                                                          | "Holy Smoke"                              | 3                 | —                 | 1                 | —                 | —                 | 4                 | —                 | —                 | —                 | —                 | 20                | —                 | —                 | No Prayer for the Dying                                 |
| 1990                                                                          | "Bring Your Daughter... to the Slaughter" | 1                 | —                 | 2                 | —                 | —                 | 6                 | —                 | —                 | —                 | —                 | 19                | —                 | 27                | No Prayer for the Dying                                 |
| 1992                                                                          | "Be Quick or Be Dead"                     | 2                 | —                 | 1                 | —                 | 32                | 10                | —                 | —                 | 3                 | 15                | 15                | —                 | 34                | Fear of the Dark                                        |
| 1992                                                                          | "From Here to Eternity"                   | 21                | —                 | 13                | —                 | —                 | 27                | —                 | —                 | —                 | —                 | —                 | —                 | —                 | Fear of the Dark                                        |
| 1992                                                                          | "Wasting Love"                            | —                 | —                 | —                 | —                 | —                 | —                 | 60                | —                 | —                 | —                 | —                 | —                 | 15                | Fear of the Dark                                        |
| 1993                                                                          | "Fear of the Dark (Live)"                 | 8                 | —                 | 8                 | —                 | —                 | 17                | —                 | —                 | —                 | —                 | —                 | —                 | —                 | A Real Live One                                         |
| 1993                                                                          | "Hallowed Be Thy Name (Live)"             | 9                 | —                 | —                 | —                 | —                 | 16                | —                 | —                 | —                 | —                 | —                 | —                 | —                 | A Real Dead One                                         |
| 1995                                                                          | "Man on the Edge"                         | 10                | —                 | 1                 | 33                | —                 | —                 | —                 | —                 | 18                | 23                | —                 | —                 | —                 | The X Factor                                            |
| 1996                                                                          | "Lord of the Flies"                       | —                 | —                 | —                 | —                 | —                 | —                 | —                 | —                 | —                 | —                 | —                 | —                 | —                 | The X Factor                                            |
| 1996                                                                          | "Virus"                                   | 16                | —                 | 3                 | —                 | —                 | —                 | —                 | 48                | —                 | 31                | —                 | —                 | 36                | Best of the Beast                                       |
| 1998                                                                          | "The Angel and the Gambler"               | 18                | —                 | 3                 | —                 | 61                | —                 | —                 | 52                | —                 | 29                | —                 | —                 | 24                | Virtual XI                                              |
| 1998                                                                          | "Futureal"                                | —                 | —                 | —                 | —                 | —                 | —                 | —                 | —                 | —                 | —                 | —                 | —                 | —                 | Virtual XI                                              |
| 2000                                                                          | "The Wicker Man"                          | 9                 | 4                 | 11                | 39                | 38                | 35                | 3                 | 45                | 9                 | 5                 | 83                | —                 | 19                | Brave New World                                         |
| 2000                                                                          | "Out of the Silent Planet"                | 20                | —                 | 13                | 72                | 66                | —                 | 10                | 87                | —                 | 35                | —                 | —                 | —                 | Brave New World                                         |
| 2002                                                                          | "Run to the Hills (Live)"                 | 9                 | 11                | 5                 | 73                | 86                | 38                | 6                 | 60                | 15                | 28                | 75                | —                 | —                 | Rock in Rio                                             |
| 2003                                                                          | "Wildest Dreams"                          | 6                 | 26                | 1                 | 57                | 27                | 19                | 4                 | 45                | 5                 | 4                 | 68                | —                 | 11                | Dance of Death                                          |
| 2003                                                                          | "Rainmaker"                               | 13                | 7                 | 3                 | 71                | 36                | 33                | 13                | 98                | —                 | 35                | 94                | —                 | —                 | Dance of Death                                          |
| 2005                                                                          | "The Number of the Beast (Live)"          | 3                 | 12                | 2                 | 23                | 76                | 11                | 3                 | 98                | 23                | 12                | 78                | —                 | —                 | Non–album single                                        |
| 2005                                                                          | "The Trooper 2005 (Live)"                 | 5                 | 12                | 5                 | 5                 | 78                | 16                | 9                 | 12                | 34                | 12                | 11                | 67                | 12                | Death On The Road                                       |
| 2006                                                                          | "The Reincarnation of Benjamin Breeg"     | —                 | —                 | 1                 | 70                | 39                | 18                | —                 | —                 | 9                 | 1                 | 74                | —                 | 39                | A Matter of Life and Death                              |
| 2006                                                                          | "Different World"                         | 3                 | —                 | 1                 | 99                | 40                | 39                | 3                 | —                 | —                 | 52                | —                 | —                 | 8                 | A Matter of Life and Death                              |
| 2010                                                                          | "El Dorado"                               | —                 | —                 | —                 | —                 | —                 | —                 | —                 | —                 | —                 | —                 | —                 | —                 | —                 | The Final Frontier (single released as a free download) |
| "—" denotes releases that did not chart or were not released in that country. |                                           |                   |                   |                   |                   |                   |                   |                   |                   |                   |                   |                   |                   |                   |                                                         |

## Extended play
| Rok  | Detaily EP                                                                                   | Žebříčky | Žebříčky | Žebříčky | Žebříčky |         |
| Rok  | Detaily EP                                                                                   | UK       | FIN      | GER      | IRE      | US Rock |
| ---- | -------------------------------------------------------------------------------------------- | -------- | -------- | -------- | -------- | ------- |
| 1979 | The Soundhouse Tapes - Vydáno: 9. listopadu 1979 - Label: Rock Hard (1) - Formát: 7", LP, CD | —        | —        | —        | —        | —       |
| 1980 | Live!! +one - Vydáno: listopad 1980 - Label: EMI (062–2600481) - Formát: kazeta, LP          | —        | —        | —        | —        | —       |
| 1981 | Maiden Japan - Vydáno: 14. září 1981 - Label: EMI (41005-2) - Formát: 12-inch, kazeta        | 43       | —        | —        | —        | —       |
| 2004 | No More Lies - Vydáno: 29. března 2004 - Label: EMI (636) - Formát: CD                       | —        | 3        | 36       | 25       | 30      |

## The First Ten Years series
| Rok  | Detaily alba | Žebříčky | Žebříčky |
| Rok  | Detaily alba | UK       | IRE      |
| ---- | --- | -------- | -------- |
| 1990 | The First Ten Years I - Running Free / Sanctuary - Vydáno: 24. února 1990 - Label: EMI - Formát: 12-inch, LP, CD                     | 10       | 23       |
| 1990 | The First Ten Years II - Women In Uniform / Twilight Zone - Vydáno: únor 1990 - Label: EMI - Formát: 12", LP, CD                     | 10       | —        |
| 1990 | The First Ten Years III - Purgatory / Maiden Japan - Vydáno: březen 1990 - Label: EMI - Formát: 12-inch, LP, CD                      | 5        | —        |
| 1990 | The First Ten Years IV - Run To The Hills / The Number Of The Beast - Vydáno: březen 1990 - Label: EMI - Formát: 12-inch, LP, CD     | 3        | —        |
| 1990 | The First Ten Years V - Flight Of Icarus / The Trooper - Vydáno: březen 1990 - Label: EMI - Formát: 12-inch, LP, CD                  | 7        | —        |
| 1990 | The First Ten Years VI - 2 Minutes To Midnight / Aces High - Vydáno: březen 1990 - Label: EMI - Formát: 12-inch, LP, CD              | 11       | —        |
| 1990 | The First Ten Years VII - Running Free (Live) / Run To The Hills (Live) - Vydáno: březen 1990 - Label: EMI - Formát: 12-inch, LP, CD | 9        | —        |
| 1990 | The First Ten Years VIII - Wasted Years / Stranger In A Strange Land - Vydáno: duben 1990 - Label: EMI - Formát: 12-inch, LP, CD     | 9        | —        |
| 1990 | The First Ten Years IX - Can I Play With Madness / The Evil That Men Do - Vydáno: duben 1990 - Label: EMI - Formát: 12-inch, LP, CD  | 10       | —        |
| 1990 | The First Ten Years X - The Clairvoyant / Infinite Dreams - Vydáno: duben 1990 - Label: EMI - Formát: 12-inch, LP, CD                | 11       | —        |

## Hudební videa
| Rok  | Titul                                     | Režie                            |
| ---- | ----------------------------------------- | -------------------------------- |
| 1980 | "Women in Uniform"                        | Doug Smith                       |
| 1981 | "Wrathchild"                              | Dave Hillier                     |
| 1982 | "Run to the Hills"                        | David Mallet                     |
| 1982 | "The Number of the Beast"                 | David Mallet                     |
| 1982 | "The Prisoner"                            | David Mallet                     |
| 1983 | "Flight of Icarus"                        | Jim Yukich                       |
| 1983 | "The Trooper"                             | Jim Yukich                       |
| 1984 | "2 Minutes to Midnight"                   | Tony Halton                      |
| 1984 | "Aces High"                               | Jim Yukich                       |
| 1986 | "Wasted Years"                            | Jim Yukich                       |
| 1986 | "Stranger in a Strange Land"              | Julian Caidan                    |
| 1988 | "Can I Play with Madness"                 | Julian Doyle                     |
| 1988 | "The Evil That Men Do"                    | Toby Philips, Steve Harris       |
| 1988 | "The Clairvoyant"                         | Julian Caiden, Steve Harris      |
| 1989 | "Infinite Dreams"                         | Steve Harris                     |
| 1990 | "Holy Smoke"                              | Steve Harris                     |
| 1990 | "Tailgunner"                              | Steve Harris                     |
| 1990 | "Bring Your Daughter... to the Slaughter" | Steve Harris                     |
| 1992 | "Be Quick or Be Dead"                     | Wing Ko                          |
| 1992 | "From Here to Eternity"                   | Ralph Ziman                      |
| 1992 | Wasting Love                              | Samuel Bayer                     |
| 1993 | "Fear of the Dark"                        | Samuel Bayer                     |
| 1993 | "Hallowed Be Thy Name"                    | Samuel Bayer                     |
| 1995 | "Man on the Edge" (X2)                    | Wing Ko                          |
| 1996 | "Afraid to Shoot Strangers"               | Steve Lazarus, Steve Harris      |
| 1996 | "Lord of the Flies"                       | Steve Lazarus, Steve Harris      |
| 1996 | "Virus"                                   | Steve Lazarus, Steve Harris      |
| 1998 | "The Angel and the Gambler"               | Simon Hilton                     |
| 1998 | "Futureal"                                | Steve Lazarus                    |
| 2000 | "The Wicker Man"                          | Dean Karr                        |
| 2000 | "Out of the Silent Planet"                | David Pattenden, Trevor Thompson |
| 2000 | "Brave New World"                         | Dean Karr                        |
| 2003 | "Wildest Dreams"                          | Howard Greenhalgh                |
| 2003 | "Rainmaker"                               | Howard Greenhalgh                |
| 2004 | "No More Lies"                            | Mathew Amos                      |
| 2006 | "The Reincarnation of Benjamin Breeg"     | Mathew Amos                      |
| 2006 | "Different World"                         | Howard Greenhalgh                |
| 2010 | "The Final Frontier"                      | Dirk Maggs                       |